# Joachim Meichßner
Joachim Meichßner (* 4. April 1906 in Deutsch-Eylau; † 29. September 1944 in Berlin-Plötzensee) war ein deutscher Berufsoffizier und Widerstandskämpfer des 20. Juli 1944.

## Leben
Joachim Meichßner war Sohn des Pfarrers und späteren Superintendenten in Wittenberg Maximilian Meichßner. Nach dem Abitur 1924 am Gymnasium Schulpforta bei Bad Kösen wählte er die Offizierslaufbahn in der Reichswehr. 1935 wurde Meichßner zur Generalstabsausbildung an die Kriegsakademie in Berlin-Moabit kommandiert. Nach der Akademieausbildung folgte 1937 die Versetzung ins Oberkommando des Heeres, wo er ab 1940 als 1. Generalstabsoffizier und Gruppenleiter beim Allgemeinen Heeresamt tätig war. Sein Vorgesetzter war der General der Infanterie Friedrich Olbricht, über den Meichßner in Verbindung mit den Widerstandskreisen kam.
Nach einem Fronteinsatz 1943 wurde Meichßner als Oberst im Generalstab Leiter der Organisationsabteilung im Wehrmachtführungsstab, wodurch er an den Lagebesprechungen bei Hitler teilnehmen durfte. Allerdings wollte er das Attentat nicht selbst ausführen.
Nach dem gescheiterten Attentat vom 20. Juli 1944 folgte Ende Juli die Verhaftung Meichßners durch die Gestapo. Am 14. August wurde er durch den Ehrenhof aus der Wehrmacht unehrenhaft ausgestoßen, so dass das Reichskriegsgericht für die Aburteilung nicht mehr zuständig war. Am 28. und 29. September 1944 fand die Verhandlung vor dem Volksgerichtshof unter dessen Präsidenten Roland Freisler statt. Am 29. September wurde Joachim Meichßner zum Tod verurteilt und in Plötzensee erhängt.